# Roelof Klein
Roelof Klein (* 7. Juni 1877 in Lemmer; † 12. Februar 1960 in Montclair, New Jersey, Vereinigte Staaten) war ein niederländischer Ruderer. Gemeinsam mit François Brandt gewann er bei den Olympischen Sommerspielen 1900 im Wettbewerb Zweier mit Steuermann, was sie zu den ersten aus den Niederlanden stammenden Olympiasiegern machte. Als Steuermann saß ein unbekannter französischer Junge mit im Boot, der gleichzeitig als jüngster Olympiasieger aller Zeiten angesehen wird.

## Leben

### Ausbildung und erste Erfolge im Rudern
Der Sohn eines Bezirksrichters aus dem friesischen Sneek studierte Maschinenbau an der Technischen Hochschule in Delft. Während seines Studiums tat sich Roelof Klein als Ruderer für die dortige studentische Rudervereinigung Laga hervor, mit der er mehrere Wettkämpfe gewann. Für Ruderer der Klubs Laga, Njord und Nereus wurde später eigens der Ruderverein Minerva Amsterdam gegründet. Diesem gehörten eigentlich keine Mitglieder an. Minerva Amsterdam war eigens für die Teilnahme an internationalen Wettkämpfen ins Leben gerufen worden.
Im Jahr 1900 wurden nach 1896 die II. Olympischen Sommerspiele in Paris veranstaltet. Die Sportwettbewerbe fanden im Rahmen der dortigen Weltausstellung über einen Zeitraum von mehr als fünf Monaten statt. Durch diesen Umstand sowie mangelnde Organisation und Information war der Veranstaltung in der Öffentlichkeit kaum Beachtung beschieden. Die Niederlande entsandten zu den Wettkämpfen 27 Sportler. Neben Sportschützen (sieben Athleten), Schwimmern (vier) und Seglern (drei) stellten das größte Kontingent mit 13 Sportlern die Ruderer dar. Unter ihnen befand sich auch der 23-jährige Student Roelof Klein. Er sollte gemeinsam mit seinem fast zweieinhalb Jahre älteren Laga-Vereinskollegen François Antoine Brandt, ebenfalls ein Ingenieursstudent aus Delft, im Wettbewerb Zweier mit Steuermann antreten. Der Rudertrainer vom Amsterdamer Verein Nereus, ein Arzt namens Meurer, hatte in der Zeitschrift Nederlandsche Sport beiden Erfolgschancen eingeräumt. Meurer hatte Klein unter anderem eine sehr gute Beinarbeit attestiert. Während Klein und Brandt die Riemen betätigen sollten, war als Steuermann der 29-jährige Arzt Hermanus („Herman“) Brockmann von Nereus vorgesehen. Alle niederländischen Boote gingen in Paris unter dem Vereinsnamen Minerva Amsterdam an den Start.

### Teilnahme an den Olympischen Spielen
Die olympischen Ruderwettbewerbe, erstmals im Programm, fanden Ende August auf der Seine zwischen Courbevoie und Asnières (anderen Angaben zufolge in einem Bassin auf der Marne) statt. Die Organisation war verwirrend – insgesamt waren neun Rennen ausgeschrieben, wobei ohne klare Trennung nach Senioren, Junioren und Debütanten unterschieden wurde (das IOC ordnet heute offiziell fünf Ruder-Wettkämpfe den Spielen in Paris zu). Im Vorlauf des Wettbewerbs Zweier mit Steuermann wurden Brandt, Brockmann und Klein mit ihrem Boot A. P. Petrie zu ihrer eigenen Überraschung um gleich mehrere Bootslängen von der Mannschaft des französischen Vereins Société Nautique de la Marne besiegt. Das Boot der französischen Ruderer Lucien Martinet und René Waleff hatte sich die laschen Vorschriften über die Mitwirkung von Steuerleuten zu Nutze gemacht. Sie besetzten die damals als nebensächlich angesehene Position mit Jungen beziehungsweise Kindern, die nicht mehr als 25 kg wogen und deren Identität auch nicht festgehalten wurde. Auf niederländischer Seite brachte dagegen Hermanus Brockmann 35 kg mehr auf die Waage.
Als Brandt und Klein hinter das Erfolgsgeheimnis ihrer Konkurrenten kamen, entschlossen sie sich, angeregt von ihrem Trainer Meurer, zu personellen Veränderungen für den Finallauf, den sie als zeitschnellste Verlierer erreicht hatten. Sie wechselten ihren Steuermann aus, für den ohnehin noch eine Teilnahme am Wettbewerb im Achter geplant war, und wählten sich stattdessen einen unbekannten französischen Jungen am Kai aus. Laut einem Bericht Brandts in einer Gedenkschrift seines Rudervereins Laga aus den 1920er-Jahren war der Junge mehrfach als Steuermann vom Verein Société de la Basse-Seine eingesetzt worden. Als er an Gewicht zulegte, hatte man seine Dienste nicht mehr nötig. Laut Brandt brachte der Junge zum Finale ein Gewicht von 33 kg auf die Waage. Durch das geringere Gewicht des Steuermanns verlagerte sich aber der Schwerpunkt der A. P. Petrie und die Finne des Bootes begann über die Wasseroberfläche zu ragen. Brandt und Klein behalfen sich daraufhin mit fünf Kilogramm an zusätzlichen Bleigewichten, die sie im Boot mitführten. Damit hatten sie durch den Austausch von Brockmann insgesamt 22 kg an Gewicht eingespart.

### Olympiasieg über Frankreich und späteres Leben
Im Finale ging die Taktik von Brandt und Klein auf, die sich auch gegen Absprachen der konkurrierenden französischen Mannschaften durchsetzen konnten. Mit dem französischen Jungen als sogenannte Gemischte Mannschaft legten sie einen schnellen Start hin, um sich keinen Rückstand auf die ebenfalls startschnellen Franzosen einzuhandeln. Die A. P. Petrie übernahm daraufhin gemeinsam mit dem Boot des französischen Ruderclubs Castillon die Führung. Nach hundert Metern verfügten Brandt und Klein über drei Bootslängen Vorsprung gegenüber ihren Verfolgern. Dennoch gelang es Lucien Martinet und René Waleff von der Société Nautique de la Marne, mit ihrem jungen Steuermann aufzuholen. Im Ziel betrug der Vorsprung von Brandt und Klein auf Martinet und Waleff mit 7:34,2 Minuten nur 0,2 Sekunden. Damit waren sie die ersten niederländischen Sportler, die einen Sieg bei Olympischen Spielen erringen konnten. Brandt und Klein war dieser Umstand jedoch aufgrund der mangelnden Information zu den Wettkämpfen nicht bewusst. Sie waren davon ausgegangen, dass sie an Weltmeisterschaften teilgenommen hatten, wie es auch Jahre später niederländische biografische Nachschlagewerke verzeichneten. Der Name des französischen Jungen, der für Brandt und Klein als Steuermann fungierte, ist bis heute nicht überliefert. Niemand machte Ansprüche an seinen Olympiasieg geltend und auch kein Nachfahre konnte sachdienliche Hinweise erbringen. Es existiert nur ein Bild von ihm gemeinsam mit den niederländischen Ruderern. Die zeitgenössischen Presseberichte gaben das Alter des Jungen zwischen sieben und zehn Jahren an. Allgemein wird er von Sporthistorikern als jüngster Olympiasieger aller Zeiten angesehen.
Nach ihrem Sieg im Zweier mit Steuermann gehörten Brandt und Klein gemeinsam mit dem ausgetauschten Steuermann Hermanus Brockmann, der aufgrund seiner Halbfinalteilnahme vom IOC ebenfalls als Olympiasieger in diesem Wettbewerb geführt wird, zur Mannschaft des niederländischen Achters. Dieser belegte im Finale Platz drei hinter dem Boot des US-amerikanischen Vesper Boat Club Philadelphia und dem zweitplatzierten Koninklijke Roeivereniging Club Gent aus Belgien. Die Nederlandsche Sport gratulierte persönlich Brandt und Klein zu ihrem Erfolg, für den sie laut Brandt anstatt Medaillen eine schwere Bronzebüste in Form einer Frau („zware bronzen juffrouw“) erhalten hatten.
Nach dem Erfolg bei den Olympischen Spielen schloss Roelof Klein 1901 sein Ingenieursstudium an der Technischen Hochschule Delft ab. Er emigrierte 1910 in die Vereinigten Staaten, wo er als Ingenieur für das Mineralöl- und Erdgas-Unternehmen Shell tätig war. Klein war Vater einer Tochter. Ebenfalls in den USA lebte eine verheiratete Schwester von ihm. Er starb am 12. Februar 1960 im Alter von 82 Jahren in seinem Haus in Montclair, New Jersey (anderen Angaben zufolge am 13. oder 14. Februar). Der Historiker Ton Bijkerk machte daraufhin in den 1960er-Jahren den vergessenen Olympiasieg in den Niederlanden bekannt, schätzte aber das Alter des Jungen auf zwölf Jahre. Übereinstimmenden niederländischen Berichten zufolge sollen Brandt († 1949) und Klein bis zu ihrem Tod nicht gewusst haben, dass sie Olympiasieger waren.